# NGC 5608
NGC 5608 (również PGC 51396 lub UGC 9219) – galaktyka nieregularna (Im), znajdująca się w gwiazdozbiorze Wolarza. Odkrył ją William Herschel 9 kwietnia 1787 roku.